# Ellipsaria lineolata
Ellipsaria lineolata är en musselart som först beskrevs av Rafinesque 1820.  Ellipsaria lineolata ingår i släktet Ellipsaria och familjen målarmusslor. IUCN kategoriserar arten globalt som nära hotad. Inga underarter finns listade i Catalogue of Life.